# 別洛霍盧尼茨基區

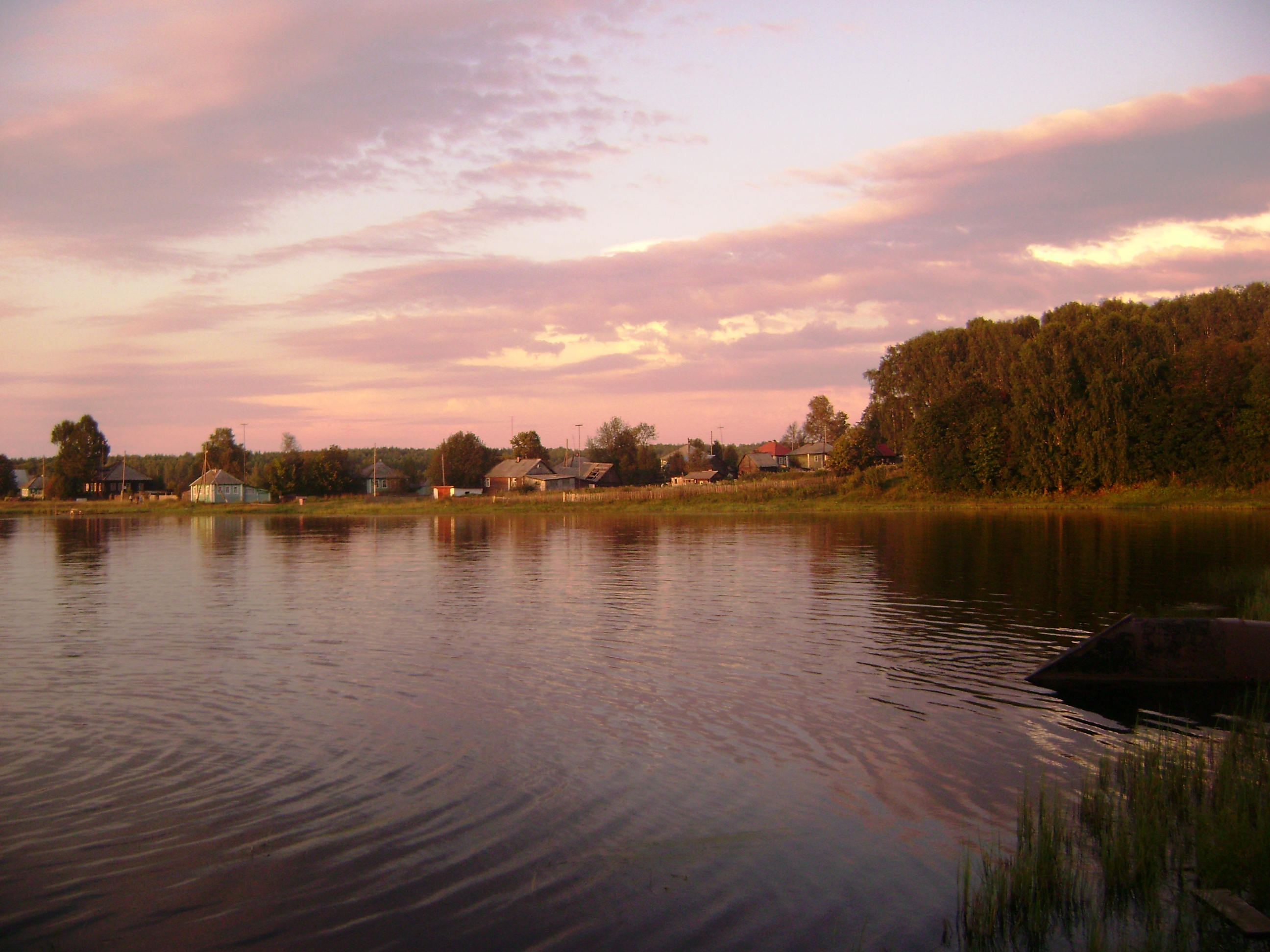

58°50′N 50°51′E / 58.833°N 50.850°E
別洛霍盧尼茨基區（俄语：Белохолуницкий район），是俄羅斯的一個區，位於該國西部，由基洛夫州負責管轄，面積5,064平方公里，2010年人口19,890，人口密度每平方公里3.93人。